# 利比卡 (米开朗基罗)
利比卡（Sibilla Libica）是意大利文艺复兴大师米开朗基罗在梵蒂冈宗座宫内西斯汀小堂绘制的五位西比拉之一，位于西斯汀小堂天花板第九跨，尺寸395 x 380 cm，由儒略二世订制，绘制于1512年10月，用时十七天，是最后一批绘制的人物之一。

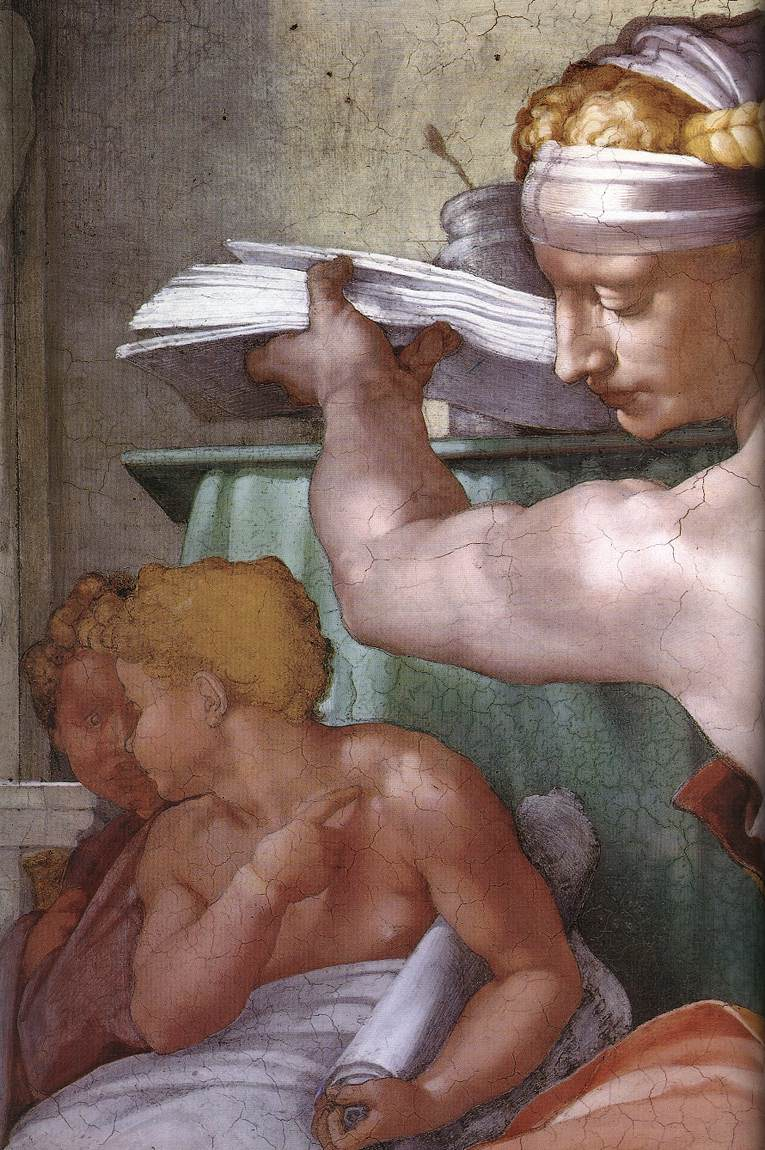

画中人物的姿势复杂，脚、腿、躯干和头部一起转动，给人盘旋向上的感觉。她的双手举起预言书，躯干的上半部分半裸，裸露的肩膀和手臂肌肉发达。色彩采用微妙的紫色、粉色、黄色，明亮而柔和。

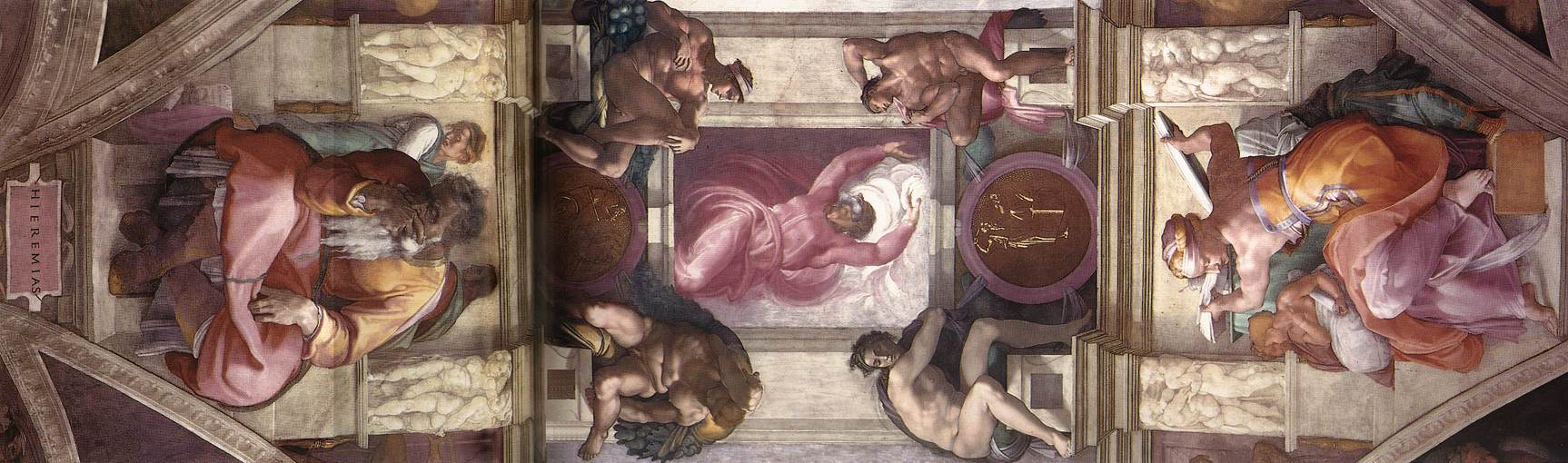
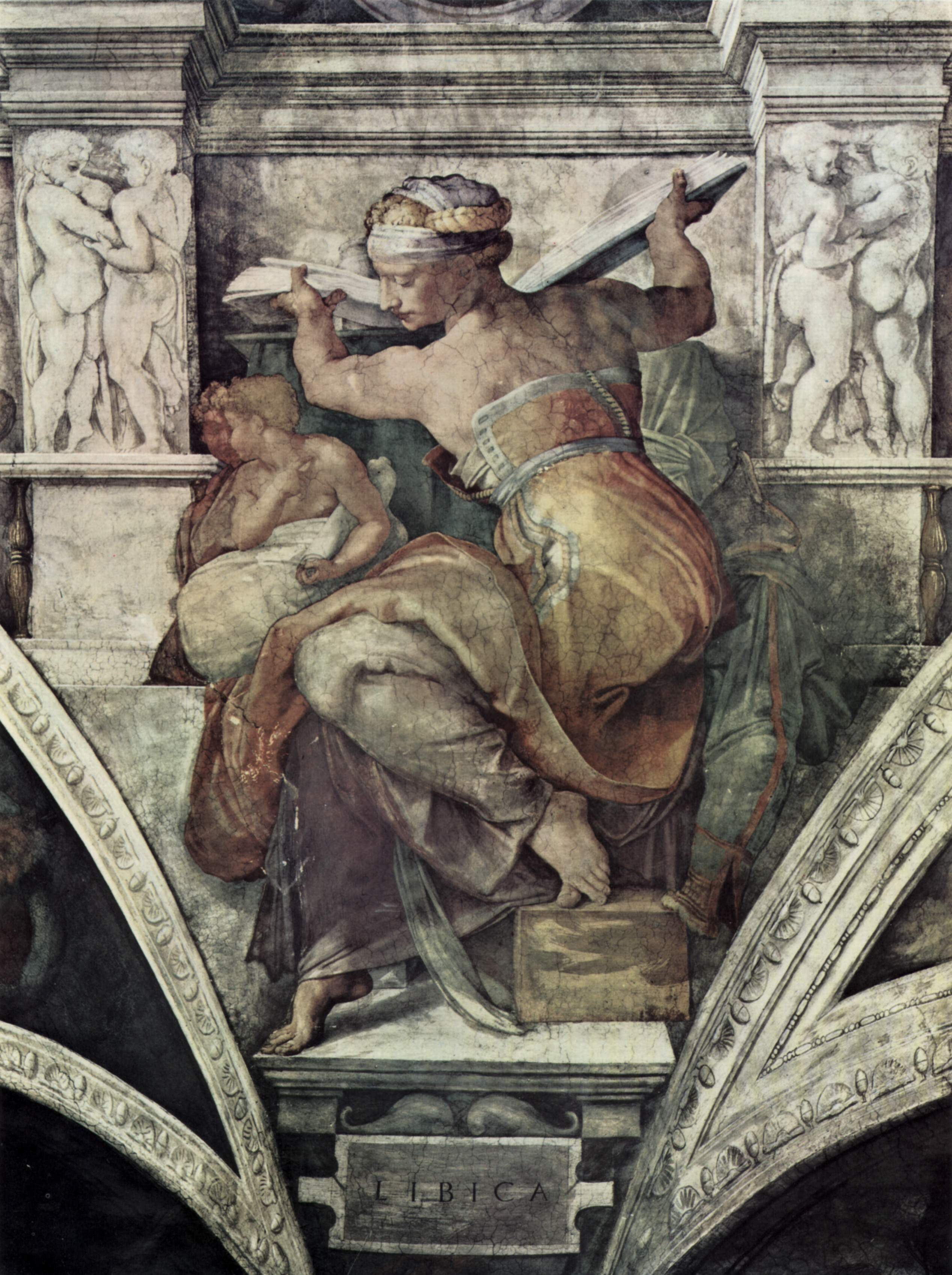
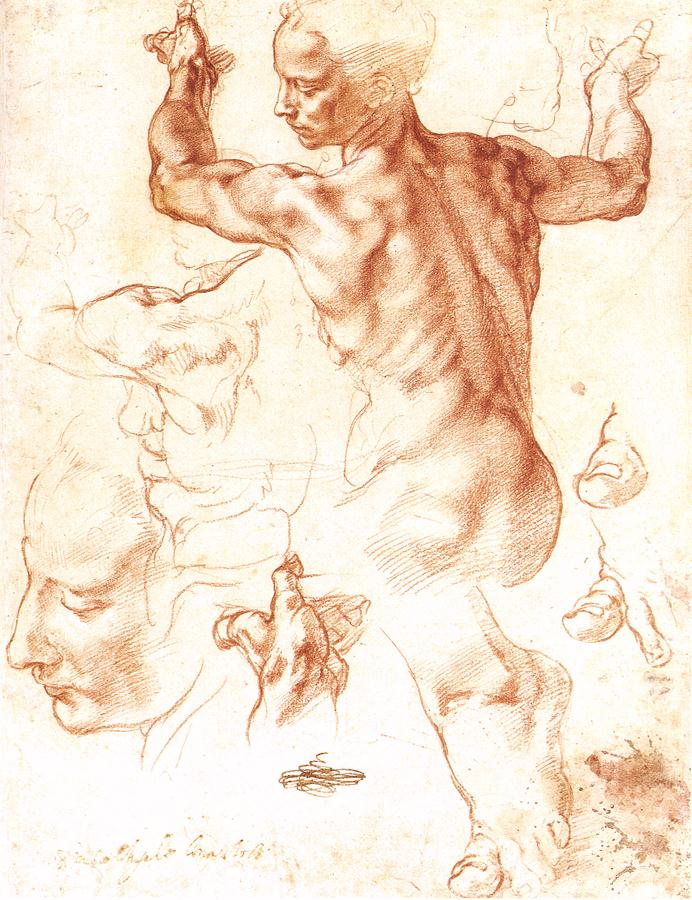